# Brežany
Brežany és un poble i municipi d'Eslovàquia. Es troba a la regió de Prešov, al nord del país. La primera referència escrita de la vila data del 1329.

## Demografia
| Godina             | 1994 | 2004    | 2014   | 2024    |
| ------------------ | ---- | ------- | ------ | ------- |
| Nombre de persones | 169  | 149     | 154    | 213     |
| Diferència         |      | −11,83% | +3,35% | +38,31% |

| Godina             | 2023 | 2024   |
| ------------------ | ---- | ------ |
| Nombre de persones | 209  | 213    |
| Diferència         |      | +1,91% |